# Tarzan w Nowym Jorku
Tarzan w Nowym Jorku (Tarzan’s New York Adventure) – amerykański film przygodowy z 1942 roku, będący kontynuacją filmu Skarb Tarzana z 1941 roku.
Film jest częścią cyklu filmów o Tarzanie, będącego swobodną adaptacją cyklu powieści Edgara Rice’a Burroughsa o tej postaci.

## Fabuła
Nikczemny treser zwierząt przybywa do dżungli i porywa przybranego syna Tarzana i Jane – Boya. Tarzan i Jane postanawiają go odnaleźć. Przylatują za nim do Nowego Jorku. Tarzan z trudem odnajduje się w miejskiej dżungli i szybko popada w konflikt z miejscową policją. Zostaje aresztowany za złe zachowanie, ale udaje mu się uciec. Z pomocą dziewczyny pilota, Tarzan odnajduje cyrk w którym jest Boy.

## Główne role
- Johnny Weissmuller – Tarzan
- Maureen O’Sullivan – Jane
- Johnny Sheffield – Boy
- Virginia Grey – Connie Beach
- Charles Bickford – Buck Rand (właściciel cyrku)
- Paul Kelly – Jimmie Shields, pilot
- Elmo Lincoln – Circus Roustabout
- Chill Wills – Manchester Montford
- Cy Kendall – Ralph Sergeant
- Russell Hicks – sędzia Abbotson
- Howard C. Hickman – Blake Norton, adwokat (Howard Hickman)
- Charles Lane – Gould Beaton, adwokat